# محمد سيلوفاني
محمد سيلوفاني (مواليد 2 مارس 1967) هو ملاكم من جمهورية الكونغو، مثّل بلاده في الألعاب الأولمبية الصيفية 1992.

## روابط خارجية
محمد سيلوفاني على موقع بوكس ريك (الإنجليزية) (registration required)
- محمد سيلوفاني على موقع أوليمبيديا (الإنجليزية)